# Attentato della rue Saint-Nicaise

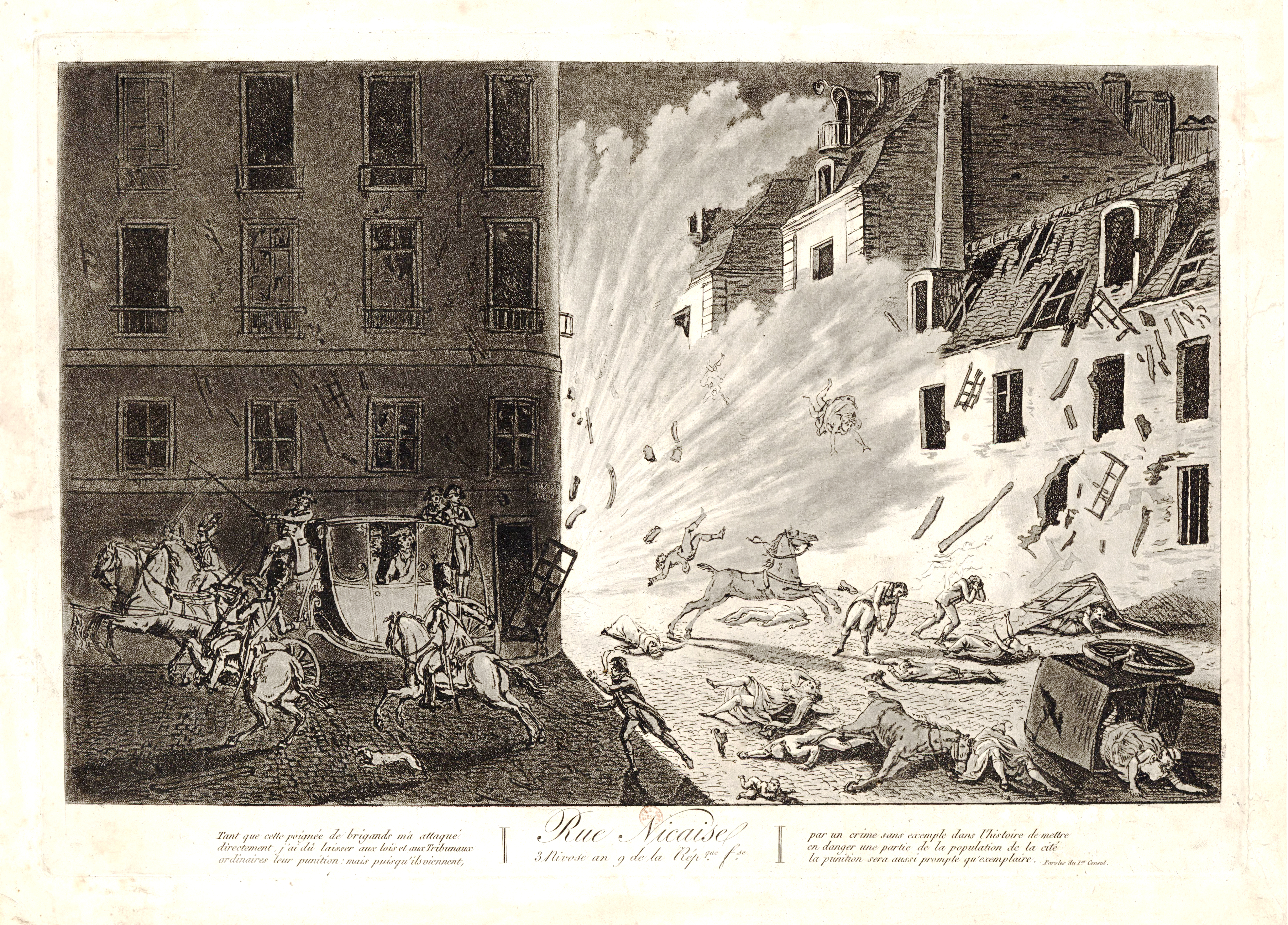
The Plot of the Rue Saint-Nicaise, acquaforte.

L'attentato della rue Saint-Nicaise, talvolta noto come congiura della macchina infernale (in inglese: Machine infernale plot), fu un tentato omicidio realista ai danni di Napoleone Bonaparte, avvenuto nell'omonima via di Parigi, il 24 dicembre 1800. Questo tentativo di assassinare Napoleone fu solo uno dei tanti che seguì il complotto dell'Opéra del 10 ottobre 1800.
Napoleone e la moglie Giuseppina sfuggirono per un soffio alla morte, ma l'attentato costò la vita di cinque persone e si riportano almeno ventisei feriti.
Il nome macchina infernale è un riferimento ad un episodio accaduto durante la rivolta cinquecentesca contro la dominazione spagnola nelle Fiandre. Nel 1585, durante l'assedio di Anversa da parte degli spagnoli, un ingegnere italiano al servizio della Spagna trasformò in una bomba un barile riempito di ferraglia, polvere da sparo, proiettili e altro materiale infiammabile. Il dispositivo venne fatto detonare grazie ad una spingarda, azionata a distanza da una corda.

## I cospiratori
L'attentato a Napoleone fu ordito da sette ferventi realisti chouan bretoni:
- Pierre Robinault de Saint-Régeant (1766-1801): era un fervente sostenitore di Luigi XVIII che aveva già tentato di organizzare una rivolta nella Francia occidentale nel 1799.
- Joseph Picot de Limoëlan (1768-1826): gentiluomo figlio di un nobile monarchico ghigliottinato.
- Georges Cadoudal (1771-1804): il leader della chouannerie.
- Jean-Baptiste Coster (1771-1804): un tenente di Cadoudal, noto come Saint-Victor.
- Gli altri tre cospiratori erano i nobili André Joyaut d'Assas, Jérôme Pétion de Villeneuve ed Édouard de La Haye-Saint-Hilaire.

Inizialmente Cadoudal aveva incaricato Limoëlan e Saint-Régeant di uccidere Napoleone, ma questi decisero di assoldare uno chouan più vecchio, di nome François-Joseph Carbon (1756-1801). Sapevano benissimo che l'esplosione avrebbe ucciso vittime innocenti, ma erano persuasi che fosse il prezzo da pagare per riuscire a eliminare Napoleone, che per loro era il male assoluto.

## L'attentato
Il 17 dicembre 1800, Carbon, Limoëlan e Saint-Régeant comprarono un carro e un cavallo da un venditore di cereali di nome Lamballe al prezzo di duecento franchi. Carbon e compari guidarono il carro al nº 19 di Rue Paradis, vicino a Saint-Lazare, dove noleggiaronono un capanno. Vi trascorsero dieci giorni riempiendo una botte per il vino con della ferraglia. L'idea era quella di realizzare una bomba da far detonare vicino all'Opéra.
Il 22 dicembre Saint-Régeant guidò il carro al Place du Carrousel alla ricerca di un posto adatto dove lasciare la macchina infernale. Scelse la Rue Saint-Nicaise, a nord del palazzo delle Tuileries, vicino a rue du Faubourg Saint Honoré, dove Napoleone aveva sconfitto i monarchici nella rivolta del 1795.

## L'esplosione

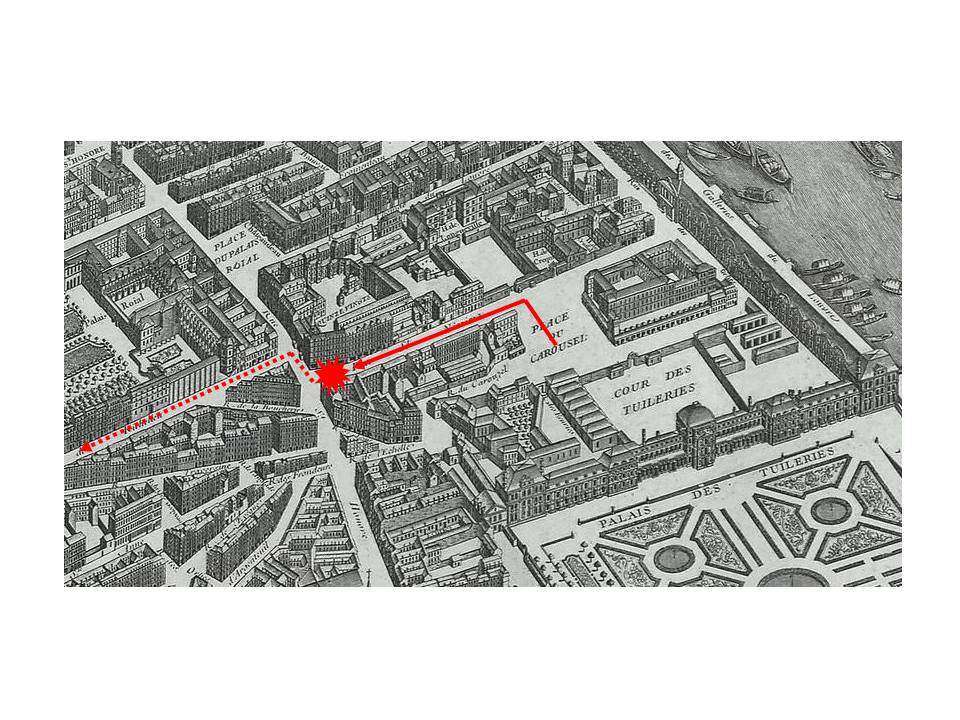
Il tragitto compiuto dalla carrozza di Napoleone verso rue Saint-Nicaise, Parigi.

Nel tardo pomeriggio del 24 dicembre 1800, Carbon imbrigliò la giumenta alla macchina infernale e Limoëlan la guidò a Porte Saint-Denis, nella periferia settentrionale di Parigi, dove caricarono la bomba con polvere da sparo, nascondendosi in un edificio vuoto.
Saint-Régeant vide una quattordicenne, Marianne Peusol, accanto alla madre che vendeva verdure in rue du Bac. Le pagò una miseria per tenere a bada la giumenta per qualche minuto. Alle otto di sera Napoleone, stanco, fu scortato all'Opéra da una serie di guardie. Napoleone era molto stanco e, secondo lo psicologo Garnier, si addormentò.
Si dice che, durante il sonno, Napoleone abbia avuto un incubo che gli fece rivivere la sconfitta lungo il Tagliamento, infertagli dagli austriaci tre anni prima. Durante il sonno, la carrozza di Napoleone, guidata dall'ubriaco César, passò in rue Saint-Nicaise. Napoleone era ancora addormentato. Limoëlan, in piedi di fronte al Place du Carrousel, andò nel panico e si dimenticò di fare un cenno a Saint-Régeant che si trovava invece in rue Saint-Nicaise. Egli si accorse in ritardo dell'arrivo di Napoleone e quando azionò il marchingegno, ormai la carrozza era già troppo lontana.
La macchina infernale esplose, uccidendo la ragazzina Peusol, la giumenta e altri passanti. Napoleone, incolume, volle comunque andare all'Opéra, dove fu accolto da un caloroso applauso da parte del pubblico che aveva appena appreso dell'accaduto.

## Vittime dell'esplosione
Napoleone essenzialmente fuggì illeso da rue Saint-Nicaise. Raggiunta l'Opéra, fu accolto da una standing ovation da parte del pubblico. L'esplosione, comunque, uccise molti passanti innocenti, un numero su cui gli accademici non sono ancora concordi: variabile da 5 a 12. È noto che la quattordicenne Peusol, pagata per guidare la giumenta che trainava la bomba, morì sul colpo insieme all'animale.
La moglie di Napoleone svenne per lo spavento. La mano della figlia Ortensia fu lacerata, mentre la sorella di Napoleone, Carolina Murat, restò traumatizzata dall'evento, giacché era al nono mese di gravidanza e, dopo un crollo di nervi, diventò paranoica e depressa. Il figlio che diede alla luce, Achille Murat, soffrì poi di epilessia.

## Reazione di Napoleone
Come risposta, Napoleone esiliò 130 prominenti giacobini. Il 30 gennaio 1801 i quattro responsabili della Congiura dei Pugnali del 10 ottobre 1800 (Ceracchi, Aréna, Topino-Lebrun e Demerville), accusati di tentato omicidio, furono condannati a morte con la ghigliottina. Ma gli attentati non si placarono lo stesso.

## Cultura popolare
Lo storico G. Lenotre scrisse in merito all'accaduto l'opera Attentat de la rue Saint-Nicaise.
Questo episodio si ritrova in una missione del videogioco Assassin's Creed Unity, dove gli assassini devono fermare i radicali dal far esplodere la bomba.